# Яхтова (платформа)
Яхтова (рос. Яхтенная) — платформа Сестрорецького напрямку Жовтневої залізниці на північному заході Санкт-Петербурга (Приморський район), на розі початку Приморського шосе з Яхтовою вулицею (звідси назва).
Платформа розташована на одноколійній дільниці між платформою Старе Село і станцією Лахта, з південного боку колії. На платформі зупиняються всі електропоїзди, що прямують через неї. Поруч з платформою знаходиться квиткова каса.
У новий час платформа влаштована в 1998 році через активне житлове будівництво в районі. До лютого 1999 року мала назву «13-й км».